# Tricheilostoma bicolor
Espèce
Synonymes
- Stenostoma bicolor Jan, 1860
- Stenostoma gracile Jan, 1860
- Stenostoma brevicauda Bocage, 1887
- Glauconia bicolor gruveli Chabanaud, 1917
- Leptotyphlops bicolor (Jan, 1860)
- Guinea bicolor (Jan, 1860)

Statut de conservation UICN

 LC  : Préoccupation mineure
Tricheilostoma bicolor est une espèce de serpents de la famille des Leptotyphlopidae.

## Répartition
Cette espèce se rencontre dans le sud-ouest du Tchad, au Nigeria, au Niger, au Mali, au Burkina Faso, au Togo, au Bénin, au Ghana, en Côte d'Ivoire et en Guinée.
Sa présence est incertaine au Cameroun.

## Publication originale
- Jan, 1860 : Iconographie générale des ophidiens. Tome Premier, J. B. Balliere et Fils, Paris (texte intégral).